# Frankeneck
Frankeneck là một đô thị thuộc huyện Bad Dürkheim, trong bang Rheinland-Pfalz, phía tây nước Đức. Đô thị Frankeneck có diện tích 4,76 km², dân số thời điểm ngày 31 tháng 12 năm 2006 là 867 người.